# エンリコ・タッツォーリ
エンリコ・タッツォーリ（Enrico Tazzoli、1812年4月19日－1852年12月7日）はイタリアの愛国者、神父。「ベルフィオーレの殉教者」の一人として知られる。

## 若年期
1812年4月19日、ロンバルディア州マントヴァ県のカンネート・スッローリオに生まれる。父ピエトロ・タッツォーリは治安判事でありまた行政官を務めていた。母イサベラ・アッリヴァベーネは貴族の家系の出であった。エンリコ、という名はエンリコ・ナポレオーネにちなんだものであった。
1821年、ゴーイトで中等学校の第二組に入学する。この学校に入ってすぐ、タッツォーリは宗教者としての生き方に傾倒するようになった。その後、ヴェローナの神学校に入学する。1835年4月19日、ヴェローナの司教により聖職者として任命される。というのも、ジュゼッペ・マリア・ボッツィの死後、マントヴァ県に一つ空席があったからである。1844年、タッツォーリは「人々の書」を発行するが、これは社会的不平等を糾弾するものであった。その後、マントヴァ市の神学校で哲学の教授となり、教壇に立つ。プロテスタントに改宗したことは一度もなかった。ズッカーロ地区にあるマントヴァ聖堂の近くに母親と一緒に住んでいた。
1848年11月12日、タッツォーリは初めて逮捕される。逮捕理由は、聖堂で専制的な帝国支配に反対する内容の説教を行ったから、というものだった。1630年のマントヴァの略奪でのドイツ帝国軍による暴挙を非難したものだったが、これは明らかにタッツオーリの時代のオーストリア帝国に対する当てこすりであった。逮捕は、署長カール・ピシュラー・フォン・ディーベンの命令によるものだった。この男は、1849年にボローニャでウーゴ・バッシの銃殺を命じ、また1851年にはジョヴァンニ・グリオリに同じく銃殺を命じた人物だった。とはいうものの、しばらくの間は逮捕はしてもそれは警告の意味でのみ行われたものだった。署長は、家宅捜索の際には本の中にあった三色スカーフには目をつぶった。しかし、イニャツィオ・カントゥの『5日間』とジョヴァンニ・ベルシェの詩集だけは焼き捨てるよう、母親に警告したのだった。タッツォーリはその後釈放され、自宅への帰途、あまたの群衆が彼の勇気と考え方に称讃を送ってくれるのを目にしたのである。

## 謀議と逮捕
タッツォーリは、ジュゼッペ・マッツィーニの宗教観には距離を置いていた。しかしその一方で、マッツィーニが結成した青年イタリアこそが、具体的な行動に訴えることができるだけの人員と組織を用意できる唯一の団体だと確信するようになっていた。カトリックの博愛精神とその教育方法に執心していたタッツォーリは、キリスト教の啓蒙の原則をリソルジメントの人道主義的精神、民主主義的精神と結びつけ、彼にとって第二の宗教ともいうべき「母国への至上の愛」を形作っていったのである。
1850年11月2日、マントヴァの10番街のある家で（現在はジョヴァンニの小径と呼ばれているのだが）、20人のマントヴァっ子達が会合を開いた。反オーストリアのための叛乱計画のもとになった会合だった。タッツォーリが中心となって、謀略に参加する者達をまとめた。タッツォーリはマッツィーニ（当時ロンドンに亡命していた）とも連絡を取り、マッツィーニの小冊子の配布も積極的に行った。オーストリアの警官達は偶然この小冊子を見つけ、持ち主を拷問することで謀議を知った。タッツォーリは1852年1月27日に逮捕された。多くの書類が差し押さえられたが、その中には収入と支出が暗号で記されたものが含まれていた。しかし、そこには金を支払った構成員達の名前も記されていたのである。6月24日、牢獄に入っている最中、タッツォーリは自分のノートの中の暗号、それは彼が使用していた数珠に基づいて作成したものだったが、その暗号の鍵がオーストリア人達に解読されたことを知った。そしてマントヴァ、ヴェローナ、ブレシア、ヴェネツィアから集まった構成員達が逮捕されたのだった。
同年12月7日、タッツォーリはマントヴァのベルフィオーレで仲間4人と共に絞首刑に処され、翌年にはさらに4人が処刑された。彼らの処刑はヨーゼフ・ラデツキー総督による独立運動の大規模な弾圧の始まりとなり、「ベルフィオーレの殉教者」として記憶されることとなった。

## その後
タッツォーリの名は、独立後のイタリア海軍の潜水艦に二度命名されている。一つはカルヴィ級潜水艦の一隻、そして第二次世界大戦後にアメリカから貸与されたS-511である。